# Robert Edwin Peary

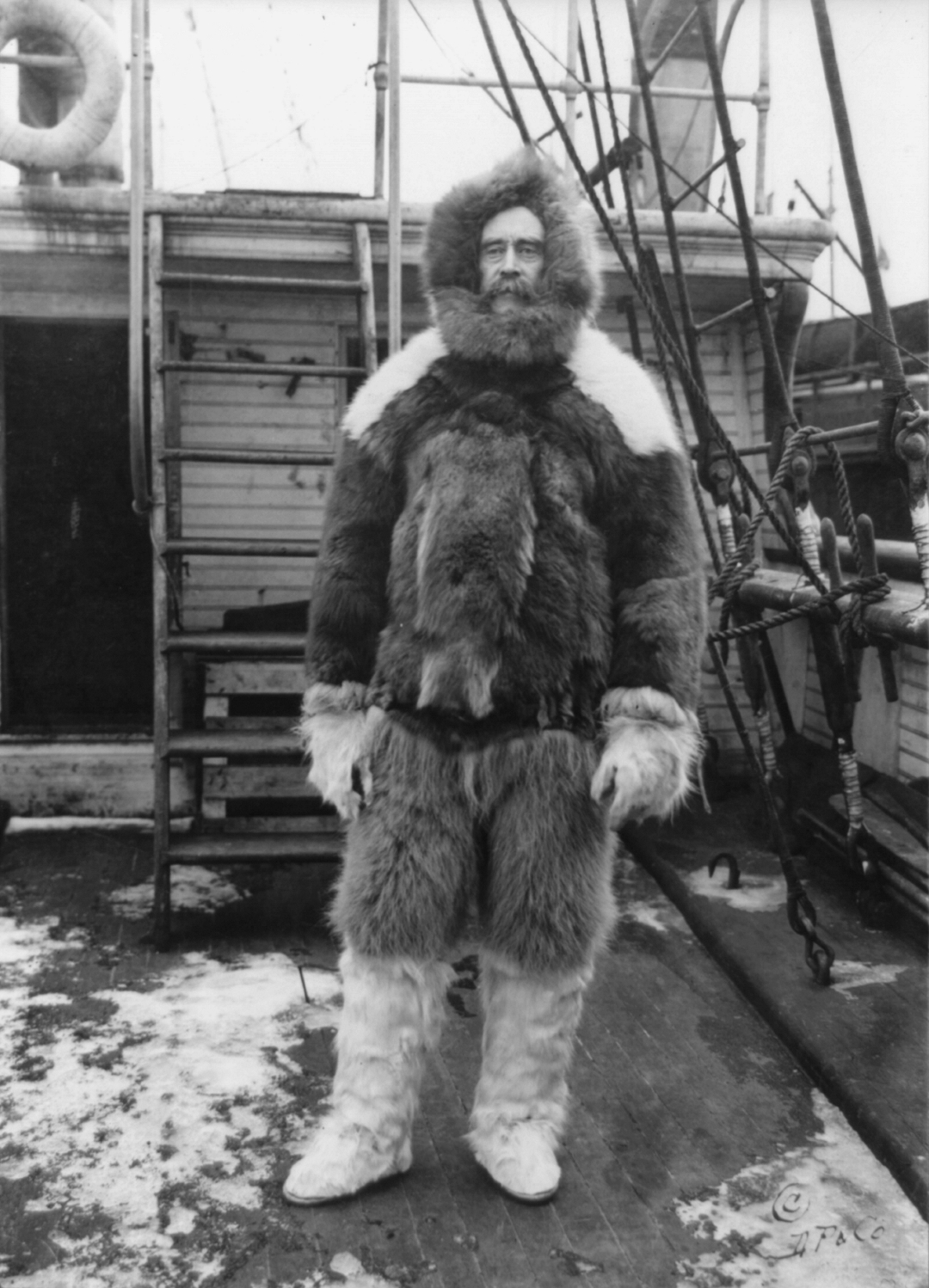
Robert Edwin Peary

Robert Edwin Peary (Cresson, 6 mei 1856 - Washington D.C., 20 februari 1920) was een Amerikaans ontdekkingsreiziger. Hij claimde in 1909 als eerste persoon de Noordpool te hebben bereikt, hetgeen tegenwoordig door velen als onwaarschijnlijk wordt gezien.

## Biografie
Na de dood van zijn vader voedde Peary's moeder hem op in Maine, waar andere familie van hen woonde. Peary groeide op in Portland en Cape Elizabeth, Maine. Hij studeerde civiele techniek aan Bowdoin College en voltooide deze studie in 1877. Na zijn studie werd Peary werkloos en verhuisde naar Washington DC, waar hij een ambtenaar voor de kustbewaking werd. In 1881 ging hij de Amerikaanse marine in. Zijn ontdekkingsreizen begonnen in 1884, toen hij assistent was op een expeditie naar Nicaragua om een alternatieve route naar het Panamakanaal te vinden.
Aan het eind van de eeuw werd de Noordpool als de laatste niet ontdekte plek op het noordelijk halfrond gezien. Bij pogingen de pool te bereiken waren de tochten zo zwaar dat ongeveer 760 mensen overleden zijn. Het zoeken naar de pool werd een internationale wedstrijd met teams uit de Verenigde Staten, het Verenigd Koninkrijk en Noorwegen, vechtend voor de eer om er als eerste te zijn.
Vanaf 1886 werd het bereiken van de Noordpool voor Peary een obsessie. Hij had toen de marine enkele maanden verlaten om Groenland te ontdekken. Peary wilde beroemd worden en hij dacht dat de beste weg daartoe het ontdekken van de Noordpool was. In 1886 ontdekte hij delen van Groenland, in zijn eerste zeven poolexpedities. In 1892 verkende hij Noordoost-Groenland, waar hij de Independence Baai ontdekte en deze zijn naam gaf. Hij deed nog een aantal pogingen om de pool te bereiken, maar het mislukte steeds. In 1906 was hij uiteindelijk 280 km verwijderd van zijn doel. 
In 1909 werd Peary begeleid door Matthew Henson en vier Inuit. Jarenlang had Peary zich op deze reis voorbereid. Van zijn vorige reizen had hij waardevolle technieken geleerd om in het poolgebied te overleven. De expeditie van 1908-09 zou Peary's laatste poging worden. Op zijn weg naar de Noordpool hoorde hij dat de Amerikaan Frederick Cook ook op weg was naar de Noordpool. Deze had een kleiner team.
Geleerd hebbend van zijn vorige fouten liet Peary proviand achter langs de route. Op de laatste dag van februari 1909 verliet Peary's groep het schip de Roosevelt met nog 640 km te gaan. Ze gebruikten een slee die door honden werd getrokken. Peary maakte bekend dat hij, Matthew Henson en vier Inuit de eerste mensen waren die de Noordpool op 6 april bereikten.
Voor zijn pensioen uit de US marine gaf het Congres van de Verenigde Staten hem door zijn ontdekking de speciale titel van "bijzondere admiraal". Peary leed aan pernicieuze anemie (bloedarmoede). Tijdens het verloop van zijn ziekte raakte hij in coma op 19 februari 1920 en stierf de daaropvolgende dag.

## Kritiek
Tegenwoordig wordt algemeen betwijfeld of Peary de pool wel echt heeft bereikt. Frederick Cook zei dat hij dagen eerder de pool bereikt had. Cook kon het echter niet bewijzen (en ook zijn verhaal wordt betwijfeld) en daarom staat Peary in veel documenten als de officiële ontdekker te boek. Op basis van later onderzoek van Peary's dagboeken wordt zijn prestatie echter opnieuw in twijfel getrokken. Zo is er een aantal vraagtekens te plaatsen bij zijn reis. Waarom begeleidden Peary tijdens zijn laatste mijlen naar de Noordpool bijvoorbeeld alleen mensen die niet in staat waren om Peary's metingen te bevestigen? De even geharde en ervaren Arctisreiziger Bartlett moest 248 kilometer voor de pool omkeren tegen eerder gemaakte afspraken in. Het belangrijkste kritiekpunt spitst zich echter toe op de enorme dagelijkse etappes die zouden zijn afgelegd. Tot dit punt werd per dag 20 kilometer afgelegd. De laatste ongeveer 250 kilometer werden echter volgens zijn dagboek in vier dagen afgelegd. Bij de terugweg, die zelfs in 56 uur zou zijn afgelegd, moest Peary per slee worden vervoerd. Deze data zijn zelfs onder de meest gunstige omstandigheden nauwelijks uit te leggen.

## Wetenswaardigheden
Peary trouwde in 1888 met Josephine Diebitsch. Zij begeleidde hem regelmatig op zijn poolexpedities en schreef daarover een aantal boeken.